# Charles Bluhdorn
Charles George Bluhdorn, nato Karl Georg Blühdorn (Vienna, 20 settembre 1926 – Repubblica Dominicana, 20 febbraio 1983), è stato un imprenditore e produttore cinematografico statunitense di origine austriaca, conosciuto col soprannome di "The Mad Austrian of Wall Street". Negli anni cinquanta acquisì una piccola azienda di ricambi per auto che trasformò nella Gulf and Western Industries, una multinazionale che, fra le altre aziende e proprietà, sotto la sua guida acquisì la Paramount Pictures (1966), la casa editrice Simon & Schuster (1975) e il Madison Square Garden (1977).

## Biografia
A 11 anni fu mandato in Inghilterra per frequentare una scuola disciplinare. Negli anni quaranta si trasferì a New York dove frequentò l'università senza laurearsi. Negli anni cinquanta creò la Gulf and Western Industries. Dopo l'acquisizione della Paramount Pictures, l'aggressiva strategia imprenditoriale di Bluhdorn portò all'assunzione di alcuni giovani produttori come Robert Evans e Barry Diller, dando vita a una delle stagioni produttive più fortunate dello studio. In quel periodo la Paramount realizzò infatti film come Il padrino, Love Story, Chinatown e C'era una volta il West.
Nel 1981, due anni prima della morte di Bluhdorn, la Gulf and Western Industries era al sessantunesimo posto della lista Fortune 500, la classifica delle 500 maggiori imprese societarie statunitensi, con introiti nell'ordine dei 200 milioni di dollari.